# Coupe de France 2003
Die Coupe de France 2003 war die 12. Austragung der Coupe de France, einer seit der Saison 1992 stattfindenden Serie von französischen Eintagesrennen. Die Fahrerwertung gewann der Este Jaan Kirsipuu vom französischen Team ag2r Prévoyance, die Teamwertung gewann die Mannschaft Brioches la Boulangère.

## Rennen
| Datum         | Rennen                             | Sieger            | Führender (Fahrerwertung) |
| ------------- | ---------------------------------- | ----------------- | ------------------------- |
| 22. Februar   | Tour du Haut-Var                   | Sylvain Chavanel  | Sylvain Chavanel          |
| 23. Februar   | Classic Haribo                     | Jaan Kirsipuu     | Jaan Kirsipuu             |
| 23. März      | Grand Prix Cholet-Pays de la Loire | Christophe Mengin | Jaan Kirsipuu             |
| 4. April      | Route Adélie                       | Sébastien Joly    | Jaan Kirsipuu             |
| 6. April      | Grand Prix de Rennes               | Oleg Grischkin    | Jaan Kirsipuu             |
| 17. April     | Grand Prix de Denain               | Bert Roesems      | Jaan Kirsipuu             |
| 20. April     | Tour de Vendée                     | Jaan Kirsipuu     | Jaan Kirsipuu             |
| 22. April     | Paris–Camembert                    | Laurent Brochard  | Jaan Kirsipuu             |
| 1. Mai        | Grand Prix de Villers-Cotterêts    | Julian Winn       | Jaan Kirsipuu             |
| 4. Mai        | Trophée des Grimpeurs              | Didier Rous       | Jaan Kirsipuu             |
| 31. Mai       | A Travers le Morbihan              | Nicolas Vogondy   | Jaan Kirsipuu             |
| 7. Juni       | Classique des Alpes                | Francisco Mancebo | Jaan Kirsipuu             |
| 31. August    | Boucles de l’Aulne                 | Walter Bénéteau   | Jaan Kirsipuu             |
| 21. September | Grand Prix d’Isbergues             | Jans Koerts       | Jaan Kirsipuu             |
| 6. Oktober    | Paris–Bourges                      | Jens Voigt        | Jaan Kirsipuu             |

## Fahrerwertung
| Position | Fahrer            | Team                   | Punkte |
| -------- | ----------------- | ---------------------- | ------ |
| 1        | Jaan Kirsipuu     | ag2r Prévoyance        | 122    |
| 2        | Nicolas Vogondy   | fdjeux.com             | 112    |
| 3        | Sylvain Chavanel  | Brioches la Boulangère | 103    |
| 4        | Jérôme Pineau     | Brioches la Boulangère | 99     |
| 5        | Jens Voigt        | Crédit Agricole        | 92     |
| 6        | Patrice Halgand   | Jean Delatour          | 86     |
| 7        | Laurent Brochard  | ag2r Prévoyance        | 75     |
| 8        | Walter Bénéteau   | Brioches la Boulangère | 70     |
| 9        | Sandy Casar       | fdjeux.com             | 69     |
| 10       | Christophe Mengin | fdjeux.com             | 64     |

## Teamwertung
| Position | Team                   | Punkte |
| -------- | ---------------------- | ------ |
| 1        | Brioches la Boulangère | 141    |
| 2        | fdjeux.com             | 135    |
| 3        | Jean Delatour          | 114    |